# Slobozhanske (Dnipro)
Slobozhanske (em ucraniano: Слобожанське; em russo: Слобожанское) é um assentamento de tipo urbano no Raion de Dnipro, no oblast de Dnipropetrovsk, na Ucrânia. O local habitado faz parte da expansão urbana de Dnipro, sendo seu subúrbio imediato ao norte. Slobozhanske abriga a administração da hromada de assentamento de Slobozhanske, uma das hromadas da Ucrânia. A sua população em 2022 era estimada em 14.661 habitantes.
Criado em 1987 a partir da cidade vizinha de Pidhorodne, o assentamento era anteriormente conhecido como Yuvileine (em ucraniano: Ювілейне) em homenagem ao "Grande Outubro" até 2016. Ele foi renomeado como Slobozhanske pelo Conselho Supremo da Ucrânioa de acordo com a lei que proíbe nomes de origem comunista.